# Diócesis de Nova Friburgo
La diócesis de Nova Friburgo (en latín: Dioecesis Neo-Friburgen(sis) y en portugués: Diocese de Nova Friburgo) es una circunscripción eclesiástica latina de la Iglesia católica en Brasil, sufragánea de la arquidiócesis de Niterói. La diócesis tiene al obispo Luiz Antônio Lopes Ricci como su ordinario desde el 6 de mayo de 2020. 

## Territorio y organización
La diócesis tiene 9819 km² y extiende su jurisdicción sobre los fieles católicos de rito latino residentes en 19 municipios del estado de Río de Janeiro: Cantagalo, Carmo, Cordeiro, Macuco, Carapebus, Conceição de Macabu, Macaé, Quissamã, Bom Jardim, Duas Barras, Nova Friburgo, Sumidouro, Santa Maria Madalena, São Sebastião do Alto, Trajano de Morais, Cachoeiras de Macacu, Casimiro de Abreu, Itaocara y Rio das Ostras.
La sede de la diócesis se encuentra en la ciudad de Nova Friburgo, en donde se halla la Catedral de San Juan Bautista.
En 2019 en la diócesis existían 60 parroquias.

## Historia
La diócesis fue erigida el 26 de marzo de 1960 con la bula Quandoquidem verbis del papa Juan XXIII, obteniendo el territorio de las diócesis de Campos, Niterói (hoy arquidiócesis) y Valença.
El 3 de julio de 1961, con la carta apostólica Quantam Nobis, Juan XXIII proclamó a la Santísima Virgen María, con el título de Inmaculada Concepción, patrona principal de la diócesis, y a Juan el Bautista como patrono secundario.
El 19 de agosto de 2006 el obispo Rafael Llano Cifuentes inauguró el seminario diocesano de la Inmaculada Concepción.

## Estadísticas
De acuerdo al Anuario Pontificio 2020 la diócesis tenía a fines de 2019 un total de 688 800 fieles bautizados.
| Año                                                                             | Población            | Población | Población      | Sacerdotes | Sacerdotes    | Sacerdotes    | Bautizados por sacerdote | Diáconos permanentes | Religiosos | Religiosos | Parroquias |
| Año                                                                             | Bautizados católicos | Total     | % de católicos | Total      | Clero secular | Clero regular | Bautizados por sacerdote | Diáconos permanentes | Varones    | Mujeres    | Parroquias |
| ------------------------------------------------------------------------------- | -------------------- | --------- | -------------- | ---------- | ------------- | ------------- | ------------------------ | -------------------- | ---------- | ---------- | ---------- |
| 1965                                                                            | 280 000              | 321 420   | 87.1           | 53         | 31            | 22            | 5283                     |                      | 31         | 73         | 25         |
| 1970                                                                            | 350 000              | 409 677   | 85.4           | 50         | 30            | 20            | 7000                     |                      | 26         | 149        | 30         |
| 1976                                                                            | 350 000              | 409 677   | 85.4           | 46         | 24            | 22            | 7608                     |                      | 38         | 148        | 34         |
| 1980                                                                            | 356 000              | 417 000   | 85.4           | 50         | 29            | 21            | 7120                     |                      | 29         | 149        | 37         |
| 1990                                                                            | 384 000              | 452 000   | 85.0           | 42         | 23            | 19            | 9142                     |                      | 24         | 128        | 41         |
| 1999                                                                            | 160 000              | 169 246   | 94.5           | 50         | 26            | 24            | 3200                     |                      | 30         | 56         | 43         |
| 2000                                                                            | 170 000              | 180 000   | 94.4           | 50         | 26            | 24            | 3400                     |                      | 30         | 56         | 44         |
| 2001                                                                            | 173 000              | 184 000   | 94.0           | 46         | 38            | 8             | 3760                     |                      | 14         | 57         | 47         |
| 2002                                                                            | 192 000              | 615 082   | 31.2           | 71         | 63            | 8             | 2704                     | 4                    | 8          | 65         | 50         |
| 2003                                                                            | 500 000              | 620 000   | 80.6           | 74         | 65            | 9             | 6756                     | 15                   | 9          | 67         | 52         |
| 2004                                                                            | 503 000              | 620 000   | 81.1           | 72         | 63            | 9             | 6986                     | 14                   | 9          | 67         | 50         |
| 2013                                                                            | 638 000              | 694 000   | 91.9           | 74         | 55            | 19            | 8621                     | 27                   | 46         | 78         | 55         |
| 2016                                                                            | 653 000              | 712 000   | 91.7           | 80         | 64            | 16            | 8162                     | 27                   | 41         | 81         | 48         |
| 2019                                                                            | 688 800              | 908 000   | 75.9           | 74         | 62            | 12            | 9308                     | 21                   | 33         | 75         | 60         |
| Fuente: Catholic-Hierarchy, que a su vez toma los datos del Anuario Pontificio. |                      |           |                |            |               |               |                          |                      |            |            |            |

## Episcopologio
- Clemente José Carlos de Gouvea Isnard, O.S.B. † (23 de abril de 1960-17 de julio de 1992 retirado)
- Alano Maria Pena, O.P. (24 de noviembre de 1993-24 de septiembre de 2003 nombrado arzobispo de Niterói)
- Rafael Llano Cifuentes † (12 de mayo de 2004-20 de enero de 2010 retirado)
- Edney Gouvêa Mattoso (20 de enero de 2010-22 de enero de 2020 renunció)
  - Paulo Antônio de Conto (22 de enero de 2020-6 de mayo de 2020) (administrador apostólico)
- Luiz Antônio Lopes Ricci, desde el 6 de mayo de 2020